# John Wenlock, 1. baron Wenlock
John Wenlock, 1. baron Wenlock KG (ca.1400/04 – 4. maj 1471) var en engelsk politiker, diplomat, soldat og hofmand. Han kæmpede for både Huset York og Huset Lancaster under Rosekrigene. Han er blevet kaldt "prinsen af vendekåberne", selvom nogle historikere antyder, at øgenavnet muligvis ikke er fair.
Selvom Wenlock ofte huskes for sine militære bedrifter (han kæmpede i seks af de store slag under Rosekrigene såvel som belejringerne af Tower of London og Dunstanburgh Castle), bestod det meste af hans offentlige tjeneste af diplomatisk arbejde, og samtidige beretninger beskriver ham som værende betragtet som "meget klog".

## Tidlige liv
Han var søn af William Wynell de Wenlock, almindeligvis kaldet William Wenlock og hans hustru Margaret Breton, en arving tik Houghton Conquest i Bedfordshire.
John Wenlock deltog i invasionen af Frankrig under Henrik 5. af England, og den 16. august 1421 modtog han en bevilling på landbesiddelser i Gisors-området i Normandiet, og kort efter, i april 1422, er han tituleret som konstabel for Vernon. I 1433 vendte han tilbage til parlamentet for at repræsentere Bedfordshire, og igen i 1437, 1449-40, 1447, februar 1449 og 1455-56. Han blev valgt til formand for parlamentet i parlamentet i 1455. Han kan også have tjent i parlamentet i 1460. Han var ansvarlig for hjemfaldet gods i Buckinghamshire og Bedfordshire i 1438–9, og begyndte tidligt at gå i tjeneste for Margrete af Anjou, først som kammervogter og omkring 1450 som hendes kammerherre. I denne egenskab lagde han den første sten ved grundlæggelsen af Queens' College, Cambridge, den 15. april 1448.
Han tjente også i 1444 som High Sheriff i Bedfordshire og Buckinghamshire. Wenlocks sæde var i Luton, hans ejendom der, Someries Castle, var erhvervet gennem arv. I 1462 erhvervede han Hertfordshire ejendom frataget den tidligere Chief Justice, Sir John Fortescue.
Hans tjeneste for kronen afspejles også i hans ansættelse som medlem af omkring 18 ambassader i 1440'erne og 1450'erne. Han blev slået til ridder i 1449. Det ser ud til at have været på en sådan ambassade, at han kom i kontakt med hertugen af York og jarlen af Warwick ("Kongemageren"), og han blev tilhænger af sidstnævnte.

## I Rosekrigene
Under Rosekrigene kæmpede Wenlock oprindeligt for Huset Lancaster i Det 1. slag ved St Albans den 22. maj 1455, men hans forhold til Warwick førte ham efterfølgende til at skifte side, og det var som støtte af York-fraktionen, at han fungerede som formand for underhuset senere samme år i parlamentet i 1455. I Slaget ved Blore Heath i 1459 kæmpede Wenlock for Huset York. Han kæmpede også under York-hærens banner i Slaget ved Mortimer's Cross, Det 2. slag ved St Albans og Slaget ved Towton, alle i det, der kaldes den første fase af Rosekrigene.
Efter at have belejret Tower of London for Edvard af York, var han en del af sidstnævntes triumferende indtog i London i 1461 og blev slået til ridder af Hosebåndsordenen et par dage efter. Senere på året modtog han udnævnelse som Chief Butler of England og blev ophøjet til baron Wenlock. I 1464 hjalp han Lord Hastings med at erobre Dunstanburgh Castle.
Han fortsatte med at udføre diplomatiske missioner for Edvard 4. og holdt Calais for ham (muligvis som stedfortræder for Warwick). Da Warwick gik over til Lancaster-fraktionen, fulgte Wenlock ham ikke straks, men hans sympati lå tydeligt hos sin ven, og i 1471 havde han også skiftet side og ledsagede Margrete af Anjou tilbage til England.

## Død
I Slaget ved Tewkesbury den 4. maj 1471 ledte han Lancaster-hærens centrum. Lancaster-hæren led imidlertid et knusende nederlag, og Wenlock faldt på slagmarken. Han blev angiveligt dræbt af sin egen hærfører, hertugen af Somerset, der bebrejdede Wenlocks ubeslutsomhed for nederlaget. Hertugen af Somerset havde ledet Lancaster-hærens højre flanke fremad og forventede, at Wenlock ville støtte ham, men Wenlock holdt sig tilbage (af nogen antaget som bevidst) og hertugens mænd blev slagtet. Efter at hertugens flanke havde trukket sig tilbage hidkaldte han enten Wenlock eller red hen til ham og dræbte ham angiveligt med et enkelt slag mod hovedet. Nogle kilder antyder, at Wenlock var bundet til sagen, men at Somerset havde forkludret den planlagte manøvre, og var kommet for tidligt ud af skoven og dermed frem foran fjenden i stedet for bagved og dermed forhindrede Wenlocks mænd i at skyde på dem.

## Familie
Wenlock giftede sig to gange i sit liv. Hans første hustru, Elizabeth Drayton (som var enke efter Christopher Preston) døde i begyndelsen af 1460'erne efter at have været gift med ham i over 30 år. I 1467 giftede Wenlock sig derefter igen med Agnes Fray (der selv var enke, hendes pigenavn var Agnes Danvers og hun havde tidligere været gift med Thomas Baldington). Efter Wenlocks død giftede hun sig for fjerde gang med Sir John Say). På tidspunktet for dette andet ægteskab ville begge ægtefæller have været i 60'erne.
Wenlock døde uden afkom, og hans titel døde sammen med ham.